# 熱帶風暴格美 (2018年)
熱帶風暴格美（英語：Tropical Storm Gaemi，國際編號：1806，聯合颱風警報中心：WP082018）為2018年太平洋颱風季第6個被命名的熱帶氣旋。「格美」（개미）一名由韓國提供，意思是螞蟻。

## 發展過程
6月14日，一個位在臺灣西南方的副熱帶低氣壓於滯留鋒發展為熱帶擾動，美國海軍研究實驗室在上午2時給予熱帶擾動編號95W。日本氣象廳在同時認定其為熱帶低氣壓並發佈烈風警告，台灣中央氣象局在5時15分發佈熱帶性低氣壓特報。上午7時，聯合颱風警報中心對其在24小時內形成為熱帶氣旋的機會評為「低」。中午12時半，聯合颱風警報中心將其在24小時內形成為熱帶氣旋的機會跳過「中」，直接提升為「高」，同時發布熱帶氣旋形成警報。同日下午，聯合颱風警報中心升格為熱帶性低氣壓，給予編號08W。
6月15日上午10時，日本氣象廳升格為熱帶風暴，給予國際編號1806，並命名為凱米。不過，多數氣象機構並未跟隨升格，而是將其維持在熱帶性低氣壓上限的強度，包含受其影響的台灣，中央氣象局認定其仍為熱帶性低氣壓。凱米於上午7時至8時間登陸高雄，12時左右由台東出海，但中央氣象局仍維持熱帶性低氣壓特報，而非將其升格為輕度颱風並發布海上陸上颱風警報。
直到6月16日，各家氣象機構才將凱米紛紛調升為熱帶風暴。中央氣象局也在6月16日早上時，將凱米升為輕度颱風。6月17日上午，日本氣象廳認為凱米已經轉化為溫帶氣旋。

## 影響

### 臺灣
當地發布之警特報：熱帶性低氣壓特報
隨着格美靠近，台灣中央氣象局在6月15日針對11個縣市發布豪雨及大雨特報，並指出格美已於當天上午7時至8時從高雄沿岸登陸，隨後格美在中午12時自台東出海。
受格美影響，台灣南部多處傳出停電。台電表示，豪雨一度造成高雄市合共13,500戶停電，屏東縣與台南市也有零星數戶停電，經搶修後恢復供電。此外，屏東縣佳冬鄉及林邊鄉等地亦有水浸，縣內多處路段實施交通管制。強降雨也導致農作物受損，大香蕉受損最為嚴重。

### 琉球群島
在格美及梅雨鋒的共同影響下，為沖繩縣帶來強風及暴雨，其中伊江村機場的氣象計在6月16日上午9時29分實測最大瞬間陣風高達每秒62.1米（每小時224公里）。在沖繩縣一共有3人受傷，1名30多歲男子被強風吹倒的鐵板壓傷，導致手腕骨折，而兩名女子則被汽車夾傷。
此外，格美亦為沖繩縣帶來50年一遇的大雨。伊是名村24小時降雨量達404.5毫米，粟國村的24小時降雨量亦有309毫米，兩項數據均打破當地記錄。

## 熱帶氣旋警告使用記錄
| 交通部中央氣象局 天氣特報 | 交通部中央氣象局 天氣特報 | 交通部中央氣象局 天氣特報 |
| ------------------------- | ------------------------- | ------------------------- |
| 上一熱帶氣旋              | 熱帶性低氣壓特報          | 下一熱帶氣旋              |
| 輕度颱風谷超              | 熱帶性低氣壓特報          | 熱帶低氣壓96W             |

## 外部連結
- （日語）日本氣象廳首頁 （页面存档备份，存于）
- （英文）聯合颱風警報中心首頁 （页面存档备份，存于）
- （简体中文）中央氣象台首頁
- （繁體中文）中央氣象局首頁 （页面存档备份，存于）
- （繁體中文）香港天文台首頁 （页面存档备份，存于）
- （繁體中文）澳門地球物理暨氣象局首頁 （页面存档备份，存于）
- （英文）菲律賓大氣地球物理和天文管理局首頁 （页面存档备份，存于）

| 前任 2012年 | 太平洋颱風季名稱 格美 Kaemi | 現任 |